# Kokzidiose der Hunde
Die Kokzidiose der Hunde ist eine parasitologische Erkrankung der Haushunde, die mit Durchfall einhergeht. Sie wird durch verschiedene Einzeller aus der Gattung Cystoisospora verursacht. Klinische Symptome zeigen vor allem Welpen und Junghunde. Die Behandlung erfolgt durch kokzidienwirksame Antibiotika bzw. Antiprotozoika.

## Ursache und Vorkommen
Für Hunde sind vor allem Cystoisospora canis, C. ohiosensis und C. burrowsi krankheitsauslösend, wobei C. canis die höchste Pathogenität aufweist und häufig Mischinfektionen auftreten. Andere Tierarten sind aufgrund der Wirtsspezifität des Erregers nicht gefährdet.
Bei Haushunden in Deutschland wurde eine Prävalenz von 8 bis 16 % ermittelt, wobei Junghunde die höchsten Befallsraten aufwiesen. Die Erkrankung tritt vor allem in größeren Zuchten auf, wobei symptomlose erwachsene Hunde als Ausscheider fungieren. Die Ansteckung erfolgt als Schmutzinfektion mit sporulierten Oozysten. Die Kokzidien entwickeln sich in den Epithelzellen des Dünn- und Dickdarms. Sechs bis zwölf Tage nach der Infektion werden wiederum für bis zu elf Tage Oozysten ausgeschieden, die nach zwei bis vier Tagen in der Außenwelt ansteckungsfähig sind.

## Klinik und Behandlung
Klinische Erscheinungen treten vor allem bei Welpen und Junghunden auf. Sie zeigen sich in dünnbreiigem, selten auch wässrig-blutigen Durchfall. Unter Umständen können sich Allgemeinstörungen wie Appetitlosigkeit, Abmagerung, Dehydratation und Fieber einstellen. Bei schweren Verläufen können auch Todesfälle auftreten. Die Krankheitserscheinungen können selbst innerhalb eines Wurfes sehr stark variieren. Erwachsene Tiere erkranken nur bei Störungen des Immunsystems. Die Diagnose wird durch den Nachweis der Oozysten im Kot mittels Flotationsverfahren gestellt. Bei erkrankten Tieren lassen sich im Kot meist deutlich mehr Kokzidienoozysten nachweisen als bei inapparent infizierten.
Zur Therapie werden Sulfonamide eingesetzt. Einer Studie nach konnten auch durch einmalige Verabreichung von Clazuril gute Behandlungsergebnisse erzielen werden. Seit 2011 ist ein Kombinationspräparat des kokzidienwirksamen Toltrazuril mit dem Fadenwurmmittel Emodepsid (Handelsname Procox) zur einmaligen Anwendung beim Hund zugelassen.
Reinigungs- und Desinfektionmaßnahmen mit kokzidienwirksamen Mitteln sind für eine Eliminierung der Krankheit aus Zwingern unumgänglich. Die Kokzidienwirksamkeit wird in der Desinfektionsmittelliste der Deutschen Veterinärmedizinischen Gesellschaft (DVG) ausgewiesen.